# Aino Värk
Aino Värk, po mężu Hein (ur. 6 maja 1933 w Tartu) – estońska koszykarka, występująca na pozycji rozgrywającej, reprezentantka ZSRR i ESRR, po zakończeniu kariery zawodniczej trenerka koszykarska, działaczka sportowa, nauczycielka.
Jako trenerka zdobywała medale z grupami młodzieżowymi dziewcząt.

## Osiągnięcia
Na podstawie, o ile nie zaznaczono inaczej.

### Drużynowe
- Mistrzyni:
  - Estonii (1955, 1956, 1959)
  - uczelniana Estonii (1954)
- Wicemistrzyni:
  - ZSRR (1957–1960)
  - Estonii (1957, 1958, 1960)
- Zdobywczyni Pucharu Estonii (1955, 1958, 1960, 1961)

### Reprezentacja
Seniorska
- Mistrzyni Europy (1956)[3]
- Wicemistrzyni spartakiady narodów ZSRR (1959)

Młodzieżowe
- Mistrzyni:
  - Bałtyckiej Spartakiady (1954)
  - igrzysk młodzieży (1955, 1957)
- Wicemistrzyni światowych igrzysk uniwersyteckich (1954)